# 大会经
大会经，南传上座部佛教《巴利文大藏经》中的长部第二十部经。
该经讲述佛陀在迦比罗城大园林时，众位天神从十方世界前来集合拜会佛陀。佛陀向比丘描述各位天神的名称与特征。随后，佛陀报告众比丘，魔军也来了。众比丘保持警惕，魔军无计可施而只能撤退。
该佛经在汉传佛教的《大正新修大藏经》对应经典为《長阿含經·大會經》（第1部第79卷）、《大三摩惹經》（第1部第258卷）、《雜阿含經》第1192卷（第2部第323a卷）、《別譯雜阿含經》第105经（第2部第411a卷）。